# Jen Fu
Jen Fu (uprošćeni kineski: 严复; tradicionalni kineski: 嚴復; pinjin: Yán Fù; Vejd-Džajls: Yen² Fu⁴, IPA: [jɛ̌n.fû]; kinesko stilsko ime: Đi Dao, 幾道; 8. january 1854 — 27. oktobar 1921) bio je kinseki učenjak i prevodilac, koji je najpoznatiji po uvođenju zapadnih ideja, uključujući Darvinovu „prirodnu selekciju”, u Kinu u kasnom 19. veku.

## Život
Jen Fu je rođen 8. januara 1854. godine u mestu koje je danas Fudžou, Fuđen provincija u uglednoj naučno-plemičkoj porodici koja se bavila trgovinom kineskim medikamentima. U njegovim ranim godinama, Jan Fuov otac je svesrdno ohrabrivao Jan Fua da stekne visoko obrazovanje i da se pripremi za carski ispit. Međutim, smrt njegovog oca 1866. godine prouzrokovala je nagle promene u tim planovima. Godinu dana kasnije, Jan Fu se upisao na Fuđen arsenal akademiju (福州船政學堂) u Fudžou, zapadnjačkoj školi gde je proučavao različite predmete uključujući engleski, aritmetiku, geometriju, algebru, trigonometriju, fiziku, hemiju, astrologiju i navigaciju. To je bila prekretnica u životu mladog Jan Fua, jer je mogao direktno da iskusi kontakt sa zapadnom naukom, što je inspirisalo entuzijazam koji ga je vodio kroz ostatak karijere.
Nakon diplomiranja sa visokim prosekom 1871, Jan Fu je proveo narednih pet godina na moru. Prvo je služio na brodu za obuku Đenvej (建威), a kasnije na bojnom kruzeru Jangvu (陽武). Tokom 1877–79 je studirao na Kraljevskom pomorskom koledžu u Griniču u Engleskoj. Tokom njegovih godina tamo, upoznao se s prvim kineskim ambasadorom Guom Sungtaom i uprkos razlike u godinama i statusu, razvili su čvrsto prijateljstvo. Bendžamin Švarc u njegovoj biografiji spominje da su oni „često provodili čitave dane i noći razgovarajući o razlikama i sličnostima u kineskoj i zapadnjačkoj misli i političkim institucijama”.
Njegov povratak u Kinu, međutim, nije mu doneo trenutni uspeh kome se nadao. Iako nije mogao da položi ispit za carsku državnu službu, bio je u stanju da stekne učiteljsku poziciju na akademiji u Fuđen arsenalu, a potom u Školi za mornaričke oficire Bejang (北洋水師學堂) u Tjencinu. Tokom tog vreme, Jan Fu podlegao je zavisnosti od opijuma koja se raširila Kinom.
Tek nakon kineskog poraza u Prvom kinesko-japanskom ratu (1894–95, borbi za kontrolu nad Korejom), Ian Fu je postao poznat. On je stekao slavu zbog njegovih prevoda, uključujući Evoluciju i etiku Tomasa Haklija, Bogatstvo naroda Adama Smita, O slobodi Džona Stujarta Mila i Studija sociologije Herberta Spencera. Jan je kritikovao ideje Darvina i drugih, nudeći sopstvene interpretacije. Ideje „prirodne selekcije” i „opstanka najsposobnijih” predstavljene su kineskim čitaocima kroz Hakslijev rad. Prethodnu ideju je Jan Fu na kineski način čuveno izrazio kao tiānzé (天擇).
Jan Fu je bio urednik lista Guoven Bao. On je postao je politički aktivan, i 1895. godine bio je uključen u pokret Gungče Šangšu, koji se suprotstavio Sporazumu Šimonosekija o okončanju Prvog kinesko-japanskog rata. Godine 1909, on je dobio počasno Đinši zvanje. Godine 1912, on je postao prvi upravnik Nacionalnog pekinškog univerziteta (danas Pekinški univerzitet). U današnje vreme univerzitet održava godišnju akademsku konferenciju u njegovu čast.
On je postao rojalista i konzervativac koji je podržavao Juen Šikaj (袁世凱) i Džang Sjuen (張勛) da se u kasnijem životu proglase za cara. Takođe je učestvovao u osnivanju Čouanhuej (籌安會), organizacije koja je podržavala obnovu monarhije. Smejao se „revolucionarima nove književnosti”, kao što je Hu Ših (胡適).
Dana 27. oktobra 1921. godine, nakon što se godinu dana ranije vratio svojoj kući u Fudžou, kako bi se oporavio od svoje ponavljajuće astme, Jan Fu je umro u 67. godini života.

## Literatura
- Benjamin I. Schwartz (1964). In Search of Wealth and Power: Yen Fu and the West. Cambridge: Belknap Press of Harvard University Press.
- Shen Suru 沈蘇儒 (1998). Lun Xin Da Ya: Yan Fu Fanyi Lilun Yanjiu (論信達雅：嚴復翻譯理論硏究 "On faithfulness, understandability and elegance: a study of Yan Fu's translation theory"). Beijing: Commercial Press.
- Wang, Frederic (2009). “The Relationship between Chinese Learning and Western Learning according to Yan Fu (1845-1921).” Knowledge and Society Today (Multiple Modernity Project) Lyon, France.